# Bois-du-Luc

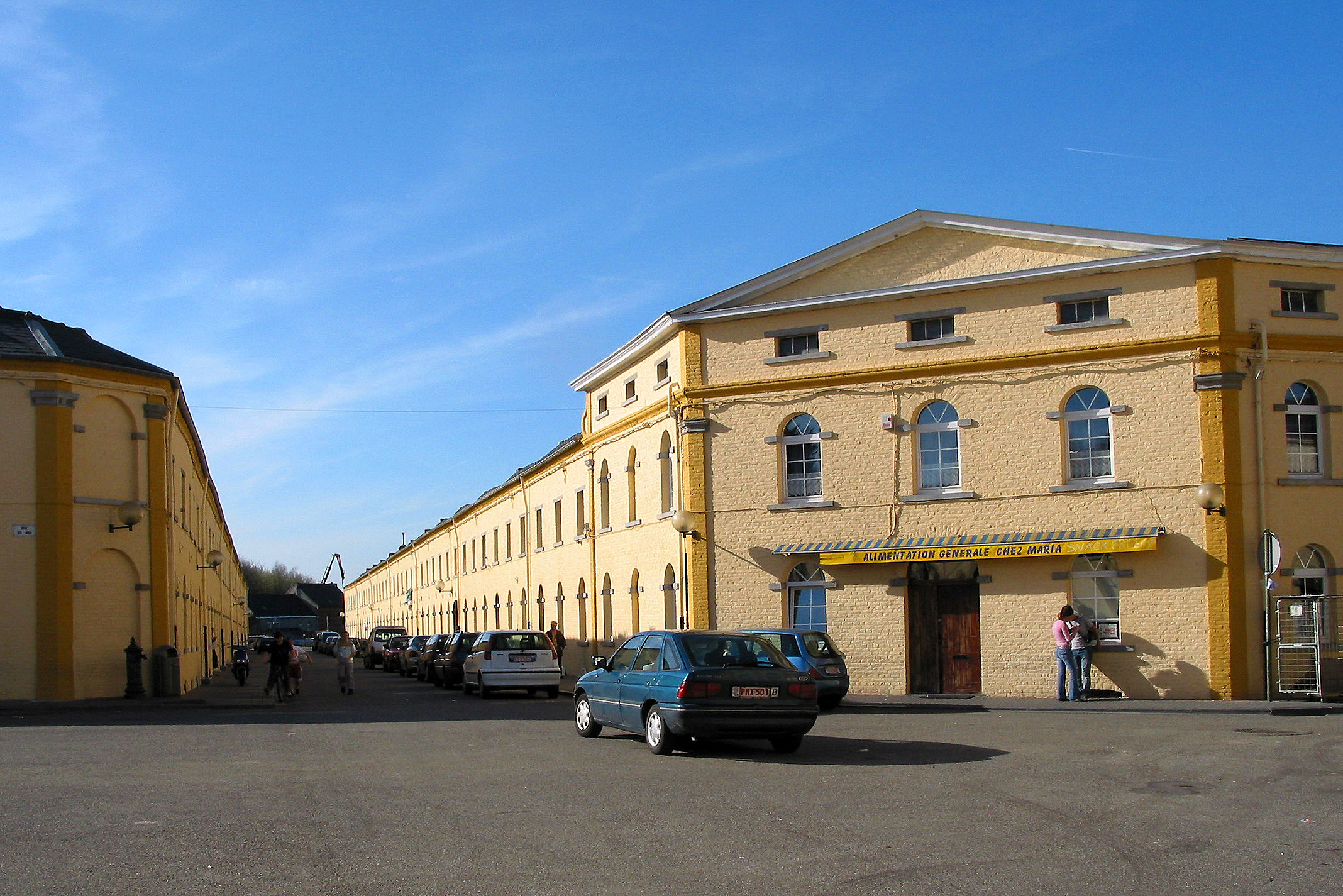
De arbeiderswijk van "Bois-du-Luc"

Bois-du-Luc in Houdeng-Aimeries bij La Louvière was een van de oudste steenkoolmijnen van België. De ontginning werd er gestaakt in 1973, maar de historische arbeiderswijk is bewaard gebleven en nog steeds bewoond. Op de mijnsite is nu een museum gevestigd.
De site bevindt zich in het hart van het Waals centraal steenkoolbekken.
De winning van steenkool werd gestaakt in 1973. Tegen de geplande afbraak van de site werd heftig geprotesteerd. Een aantal vrijwilligers begonnen in 1974 aan de restauratie, de overheid kocht het domein in 1979 en vervolgens werden de mijninstallaties verder gerestaureerd en sinds 1983 als ecomuseum voor het publiek opengesteld.

## Historiek
De oudste bewijzen van mijnbouw in de site dateren van 14 februari 1685 toen de Société du Grand Conduit et du Charbonnage de Houdeng werd opgericht. De maatschappij installeert in 1779 een stoommachine van Newcomen ontwikkeld door de Engelsman Thomas Newcomen. Sindsdien bleef de mijn vernieuwen en moderniseren. De nieuwste, laatste en grootste put van de maatschappij werd de Saint-Emmanuelgroeve, die werd ontgonnen vanaf het begin van de 19e eeuw. De Societé civile Charbonnières du Bois du Luc telt op dat moment zes actieve putten. Het werk werd uitgevoerd door duizenden Waalse en Vlaamse mijnwerkers. Vlamingen vertegenwoordigden tot 25% van het personeel; het is de kolenmijn in het Centrumbekken die hen de meeste banen oplevert. Ze kwamen met de trein vanuit Brabant en Oost-Vlaanderen, brachten er de week door en werkten vooral ondergronds en 's nachts. Eenmaal aangekomen op het station van Houdeng namen ze een bedrijfstram, bijgenaamd de Tram des Flamands, naar het hoofdkantoor van het bedrijf.
Op 2 mei 1894 vallen negen doden en zes gewonden bij een mijnramp in de Saint-Emmanuelmijn, wanneer een bak met zestien inzittenden 350 m naar beneden stort in de mijnschacht.
Rond de Saint-Emmanuelmijn is nog een heel mijndorp, Bois-du-Luc, intact gebleven met twee terrils, spoorweginfrastructuur, ateliers, kantoren, het domein met het "kasteel" van de directeur, de villa's van de ingenieurs en 166 mijnwerkerswoningen, een café en feestzaal, de Sint-Barbarakerk, scholen en het ziekenhuis. Het dorp, gebouwd van 1838 tot 1853, beslaat een oppervlakte van twee ha.
De steenkoolmijn en het mijndorp van Bois-du-Luc vormen een van de vier sites die gedurende de 36e sessie van de Commissie voor het Werelderfgoed in 2012 tot de belangrijkste mijnsites van Wallonië erkend zijn als UNESCO cultureel werelderfgoed.